# Csongor Lehmann
Csongor Lehmann (* 2. April 1999 in Tiszaújváros) ist ein ungarischer Duathlet und Triathlet, ungarischer Meister Triathlon-Sprintdistanz (2019), U23-Weltmeister Triathlon (2021), Olympiastarter (2024) und amtierender Triathlon-Europameister (Kurzdistanz) (2024).

## Werdegang
Csongor Lehmann ist der Sohn von Tibor Lehmann (* 1970) und lebt in Tiszaujvaros. Auch sein zwei Jahre älterer Bruder Bence (* 1997) ist als Triathlet aktiv.
2017 und erneut 2018 wurde Csongor Lehmann ungarischer Juniorenmeister auf der Triathlon-Sprintdistanz und im September 2018 wurde er in Australien Junioren-Weltmeister Triathlon.

2019 wurde Csongor Lehmann im Juni ungarischer Meister auf der Triathlon Sprintdistanz und im August U23-Vizeweltmeister.

### U23-Weltmeister Triathlon 2021
Im August 2021 wurde der damals 22-jährige Nachwuchsathlet in Kanada U23-Weltmeister auf der olympischen Kurzdistanz (1,5 km Schwimmen, 40 km Radfahren und 10 km Laufen).
Im Juli 2022 holte sich der 23-Jährige in Baja zum zweiten Mal den Titel des ungarischen Meisters auf der Triathlon Sprintdistanz.

### Olympische Sommerspiele 2024
Bei den Olympischen Sommerspielen belegte der 25-Jährige im Juli 2024 in Paris als bester Ungar den elften Rang.
Im September wurde er im französischen Vichy ETU Triathlon-Europameister auf der olympischen Distanz.

## Sportliche Erfolge
| Datum/Jahr    | Rang | Wettbewerb                                            | Austragungsort | Zeit     | Bemerkung                                                                                            |
| ------------- | ---- | ----------------------------------------------------- | -------------- | -------- | --- |
| 12. Juli 2025 | 6    | ITU World Championship Series 2025                    | Hamburg        | 00:50:53 | |
| 5. Juli 2025  | 1    | ITU Triathlon World Cup                               | Tiszaujvaros   | 00:51:50 | |
| 31. Mai 2025  | 10   | ITU World Championship Series 2025                    | Alghero        | 01:46:25 | |
| 20. Okt. 2024 | 6    | ITU World Championship Series 2024                    | Torremolinos   | 01:44:08 | Grand Final, Weltmeisterschaft Kurzdistanz (WTCS)                                                    |
| 21. Sep. 2024 | 1    | ETU Triathlon European Championship                   | München        | 01:40:18 | Europameisterschaft auf der olympischen Distanz                                                      |
| 31. Juli 2024 | 11   | Olympische Sommerspiele 2024                          | Paris          | 01:44:27 | |
| 6. Juli 2024  | 1    | ITU Triathlon World Cup                               | Tiszaujvaros   | 00:53:05 | |
| 25. Mai 2024  | 3    | ITU World Championship Series 2024                    | Cagliari       | 01:40:27 | |
| 11. Mai 2024  | 14   | ITU World Championship Series 2024                    | Yokohama       | 01:43:16 | |
| 8. Juli 2023  | 1    | ITU Triathlon World Cup                               | Tiszaujvaros   | 00:52:18 | |
| 4. Juni 2023  | 6    | ETU Triathlon European Championship                   | Madrid         | 01:49:17 | Europameisterschaft auf der olympischen Distanz                                                      |
| 8. Okt. 2022  | 9    | ITU World Championship Series 2022                    | Cagliari       | 01:40:50 | |
| 11. Sep. 2022 | 1    | ITU Triathlon World Cup                               | Karlsbad       | 01:51:10 | |
| 14. Aug. 2022 | 4    | ETU Triathlon European Championship                   | München        | 01:41:30 | Europameisterschaft auf der olympischen Distanz                                                      |
| 2. Juli 2022  | 1    | HUN Sprint Triathlon National Championships           | Baja           | 00:53:11 | Ungarischer Meister Triathlon Sprintdistanz                                                          |
| 28. Mai 2022  | 21   | ITU Triathlon World Cup                               | Arzachena      | 00:56:15 | |
| 17. Apr. 2022 | 2    | ETU Europe Triathlon Cup                              | Yenişehir      | 00:51:12 | [ 4 ]                                                                                                |
| 21. Aug. 2021 | 1    | ITU Triathlon World Championship U23                  | Edmonton       | 01:46:47 | U23-Weltmeister auf der olympischen Kurzdistanz (1,5 km Schwimmen, 40 km Radfahren und 10 km Laufen) |
| 30. Aug. 2019 | 2    | ITU Triathlon World Championship U23                  | Lausanne       | 01:50:36 | U23-Vizeweltmeister hinter dem Spanier Roberto Sánchez Mantecón                                      |
| 29. Juni 2019 | 1    | HUN Sprint Triathlon National Championships           | Baja           | 00:54:46 | Ungarischer Meister Triathlon Sprintdistanz                                                          |
| 15. Sep. 2018 | 1    | ITU Triathlon World Championship Junior Men           | Gold Coast     | 00:52:49 | Junioren-Weltmeister (750 m Schwimmen, 20,9 km Radfahren und 5,4 km Laufen)                          |
| 20. Juli 2018 | 3    | ETU Triathlon European Championship Junior Men        | Tartu          | 00:54:16 | |
| 23. Juni 2018 | 1    | HUN Sprint Triathlon National Championship Junior Men | Baja           | 00:56:04 | Ungarischer Juniorenmeister Triathlon Sprintdistanz                                                  |
| 25. Juni 2017 | 1    | HUN Sprint Triathlon National Championship Junior Men | Baja           | 00:55:45 | Ungarischer Juniorenmeister Triathlon Sprintdistanz                                                  |
| 16. Juni 2017 | 3    | ETU Triathlon European Championship Junior Men        | Kitzbühel      | 00:53:40 | |

| Datum/Jahr    | Rang | Wettbewerb                                 | Austragungsort | Zeit     | Bemerkung                                |
| ------------- | ---- | ------------------------------------------ | -------------- | -------- | ---------------------------------------- |
| 22. Apr. 2017 | 3    | HUN Sprint Duathlon National Championships | Kaszo          | 00:52:58 | Ungarische Meisterschaft Sprint-Duathlon |

(DNF – Did Not Finish)